# Marian Mozgawa

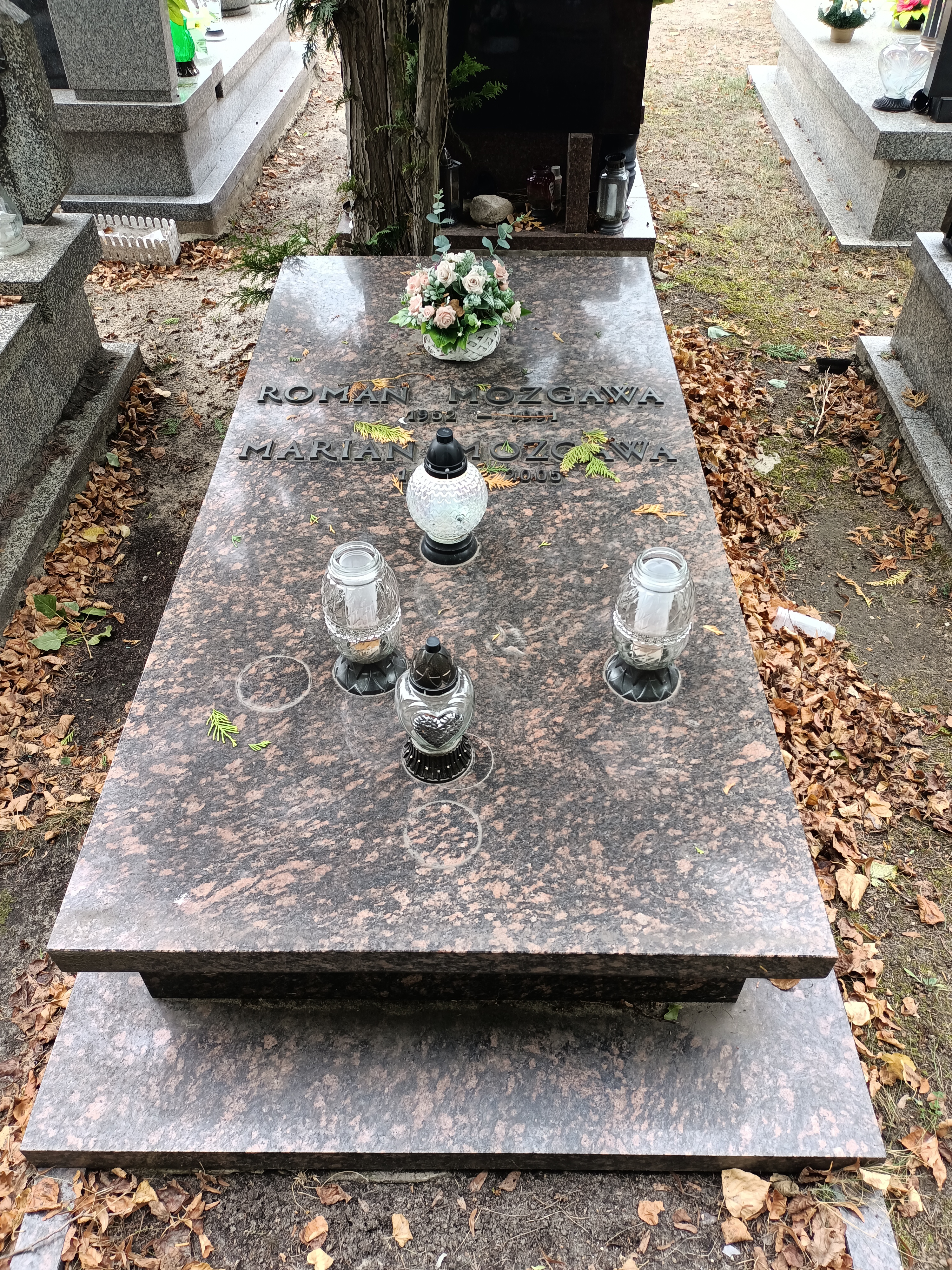
Grób Mariana Mozgawy na Cmentarzu Komunalnym Północnym w Warszawie

Marian Mozgawa (ur. 15 marca 1923 w Liśniku Dużym, zm. 21 stycznia 2005) – funkcjonariusz Milicji Obywatelskiej i aparatu bezpieczeństwa PRL.

## Życiorys
Syna Jana i Natalii. Służbę w orgnanach bezpieczeństwa rozpoczął w 1944 roku w Lublinie, gdzie do 1950 r. pracował w Wojewódzkim Urzęd Bezpieczeństwa Publicznego. Następnie przeszedł do PUBP w Kraśniku, 1 grudnia 1950 r. objął stanowisko Szefa PUBP w Tomaszowie Lubelskim. W 1953 roku został mianowany szefem Powiatowego Urzędu Bezpieczeństwa Publicznego w Łukowie, a 30 września 1954 r. objął stanowisko Naczelnika Wydziału I WUBP w Lublinie. W następnych latach kierował Wydziałem II i Wydziałem III KWMO Lublin. 1 kwietnia 1966 roku objął stanowisko I zastępcy komendanta ds. bezpieczeństwa i pełnił je do 1 czerwca 1975 r.
Jako szef PUBP w Tomaszowie Lubelskim walczył z oddziałami  III okręgu OUN nadrejonu „Łyman”, oraz zwalczał oddziały antykomunistycznego podziemia „Mogiłki” i Jana Leonowicza „Burty” współpracującego z bojówkami SB OUN prowadzonymi przez Jana Niewiadomskiego „Jurko”.
Wieloletni członek Rady Ochrony Pomników Walki i Męczeństwa, a w latach 1988–1990 członek Rady Ochrony Pamięci Walk i Męczeństwa.